# Joods Monument (Zandvoort)

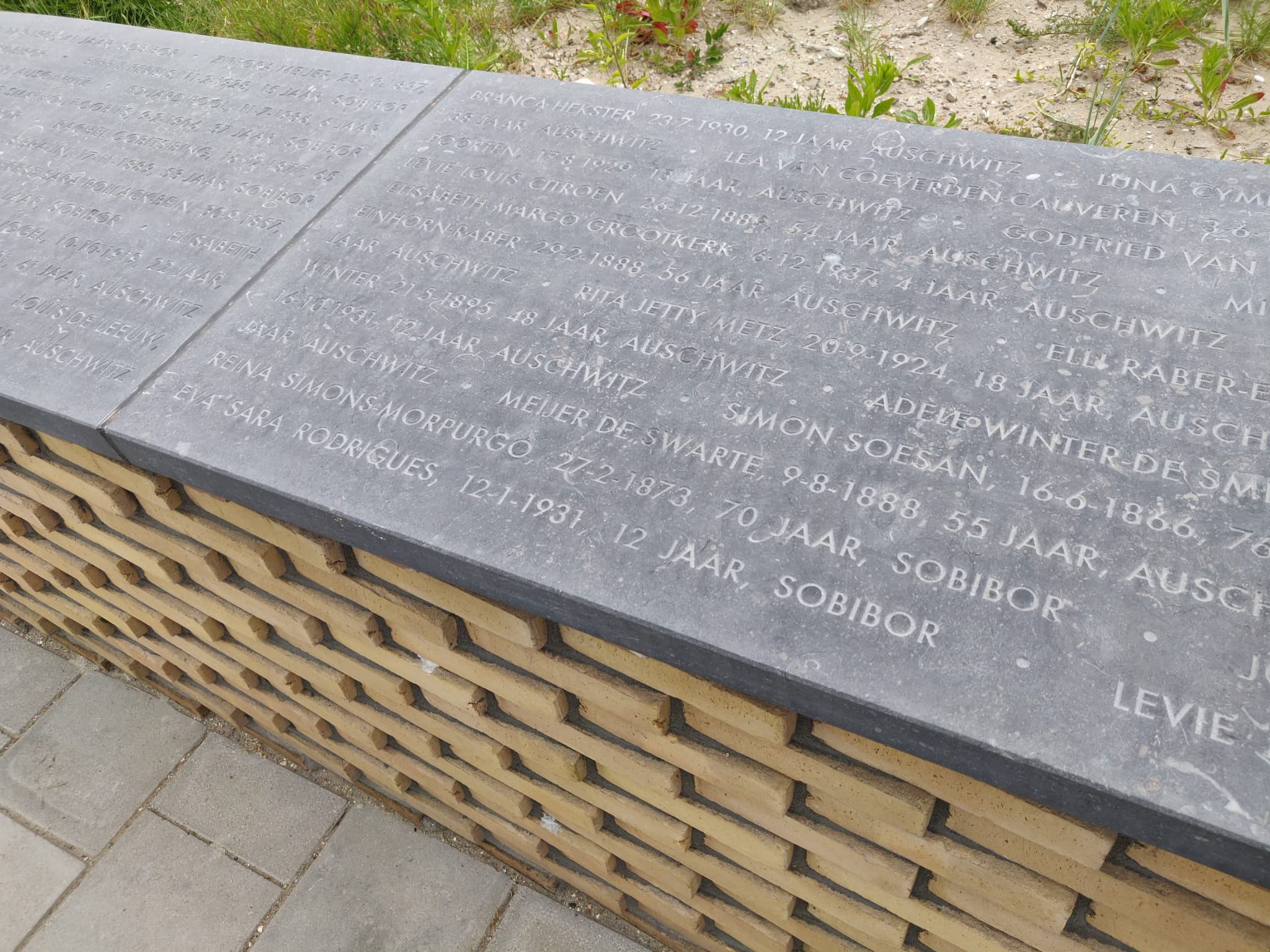
Namen op het monument

Het Joods Monument is een gedenkteken in Zandvoort ter nagedachtenis aan de vermoorde Joodse inwoners uit deze gemeente tijdens de Tweede Wereldoorlog. Het monument staat op de plaats van de voormalige synagoge die in de nacht van 4 op 5 augustus 1940 werd vernietigd.

## Vorm en materiaal
Het monument heeft de vorm van een muur met in het midden een uitspringend deel. Deze plek laat zien waar in de synagoge de heilige ark stond, de plaats waar de Thorarollen bewaard werden. Het monument is opgetrokken uit twee kleuren bakstenen, eveneens verwijzend naar de architectuur van de verwoeste synagoge. De afdekking is van Belgisch hardsteen, waarin in reliëf alle namen van de vermoorde inwoners zijn gegraveerd.

## Joods Zandvoort
De synagoge aan de Dr. Johannus G. Mezgerstraat werd in 1922 ingewijd voor de groeiende Joodse gemeenschap van Zandvoort. In 1930 woonden er 372 Joden in Zandvoort. Bovendien gingen veel Joodse Amsterdammers hier op vakantie en was er een tbc-sanatorium voor Joodse kinderen, de Clara-stichting. Na de Duitse inval veranderde de situatie snel. Zo werd er een SS-eenheid gelegerd en ook woonden er relatief veel NSB-ers in de plaats. De synagoge werd vernietigd en de Joodse inwoners werden gedwongen naar Amsterdam geëvacueerd, veel van hen werden later afgevoerd en vermoord.

## Initiatief en onthulling
De totstandkoming van het monument was een initiatief van diverse personen en instanties. Hiervoor werd de Stichting Joods Monument Zandvoort opgericht. Kort daarvoor was er in Zandvoort een grote belangstelling ontstaan voor het vooroorlogse Joodse leven in Zandvoort, onder andere door twee publicaties van Teunard van der Linden en een tentoonstelling.
Op 3 oktober 2021 vond de onthulling plaats door Burgemeester David Moolenburgh. Aanwezig was onder andere Gil Matz, de kleinzoon van Maurits Frank, de voorganger van de verdwenen Synagoge.

## Eerder monument
Op de plaats van het monument stond sinds 1991 een natuurstenen gedenkteken met een Davidster ter herinnering aan de synagoge, niet aan de slachtoffers. Vanwege de bouw van het nieuwe monument is deze gedenksteen verplaatst naar de Algemene Begraafplaats van Zandvoort.

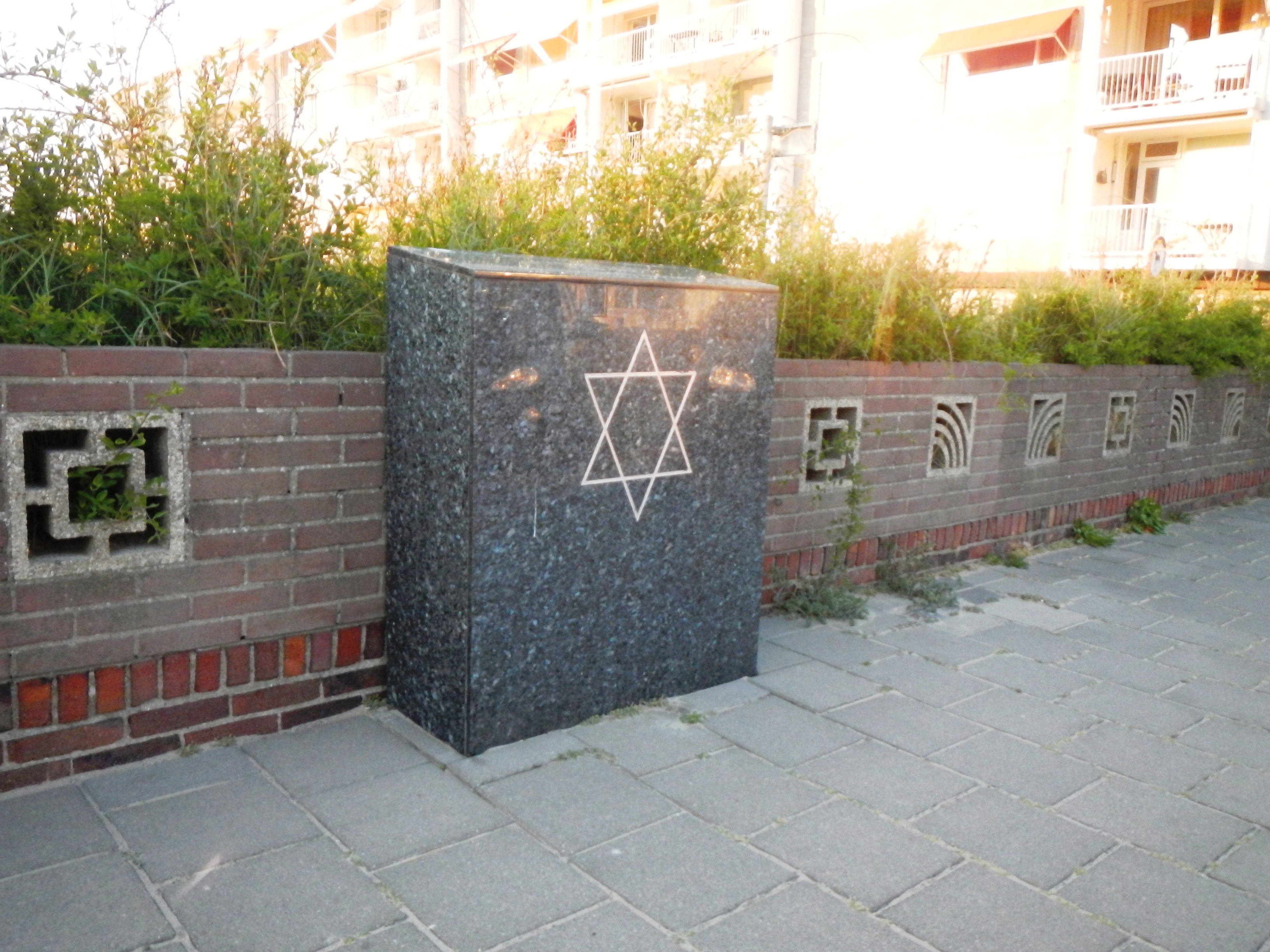
Op de plaats van het Joods Monument stond deze gedenksteen ter herinnering aan de synagoge. Dit monument staat nu op de Algemene Begraafplaats